# Langia zenzeroides
Langia zenzeroides är en fjärilsart som beskrevs av Moore 1872. Langia zenzeroides ingår i släktet Langia och familjen svärmare. Inga underarter finns listade i Catalogue of Life.

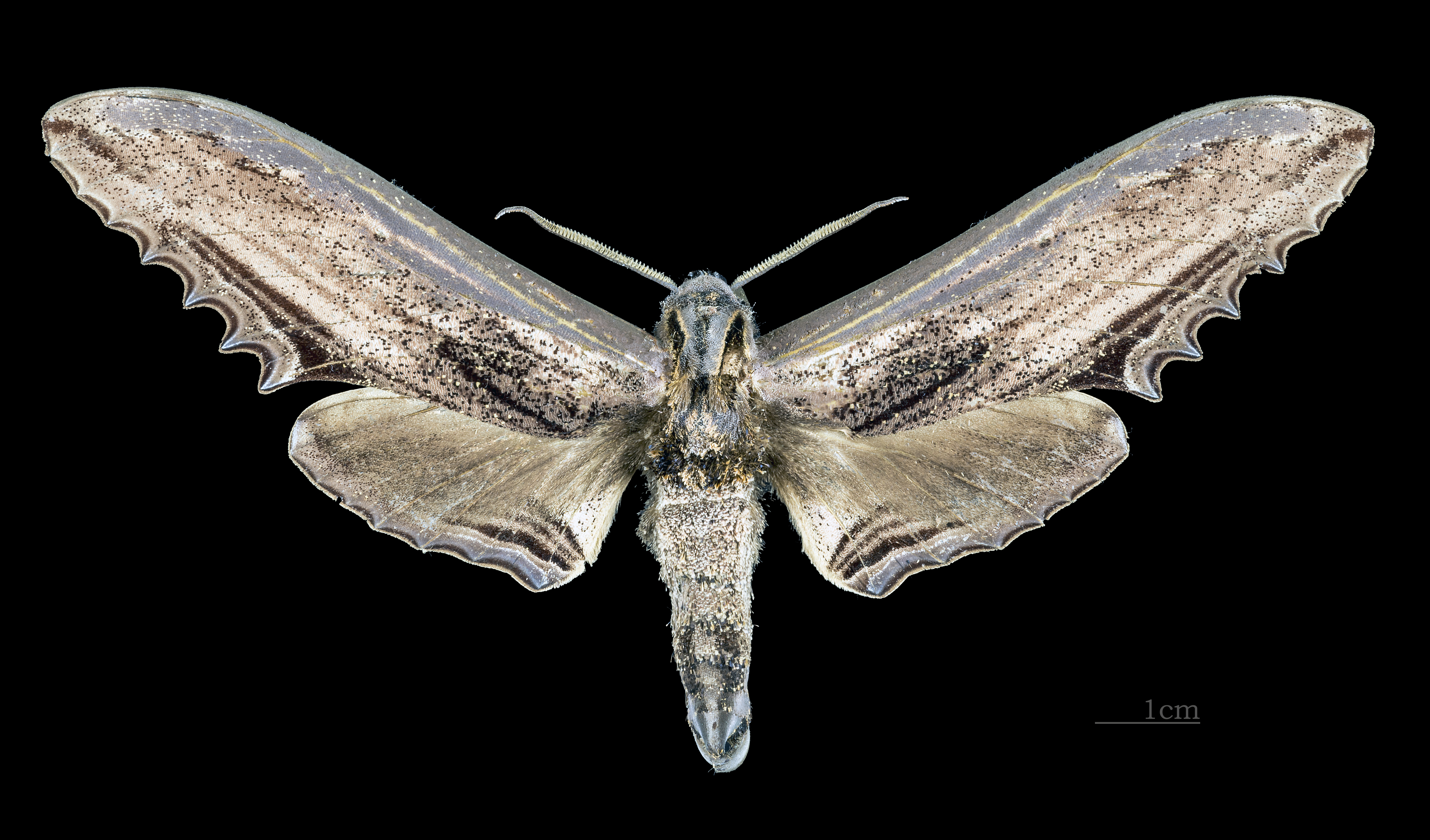
Langia zenzeroides zenzeroides ♂
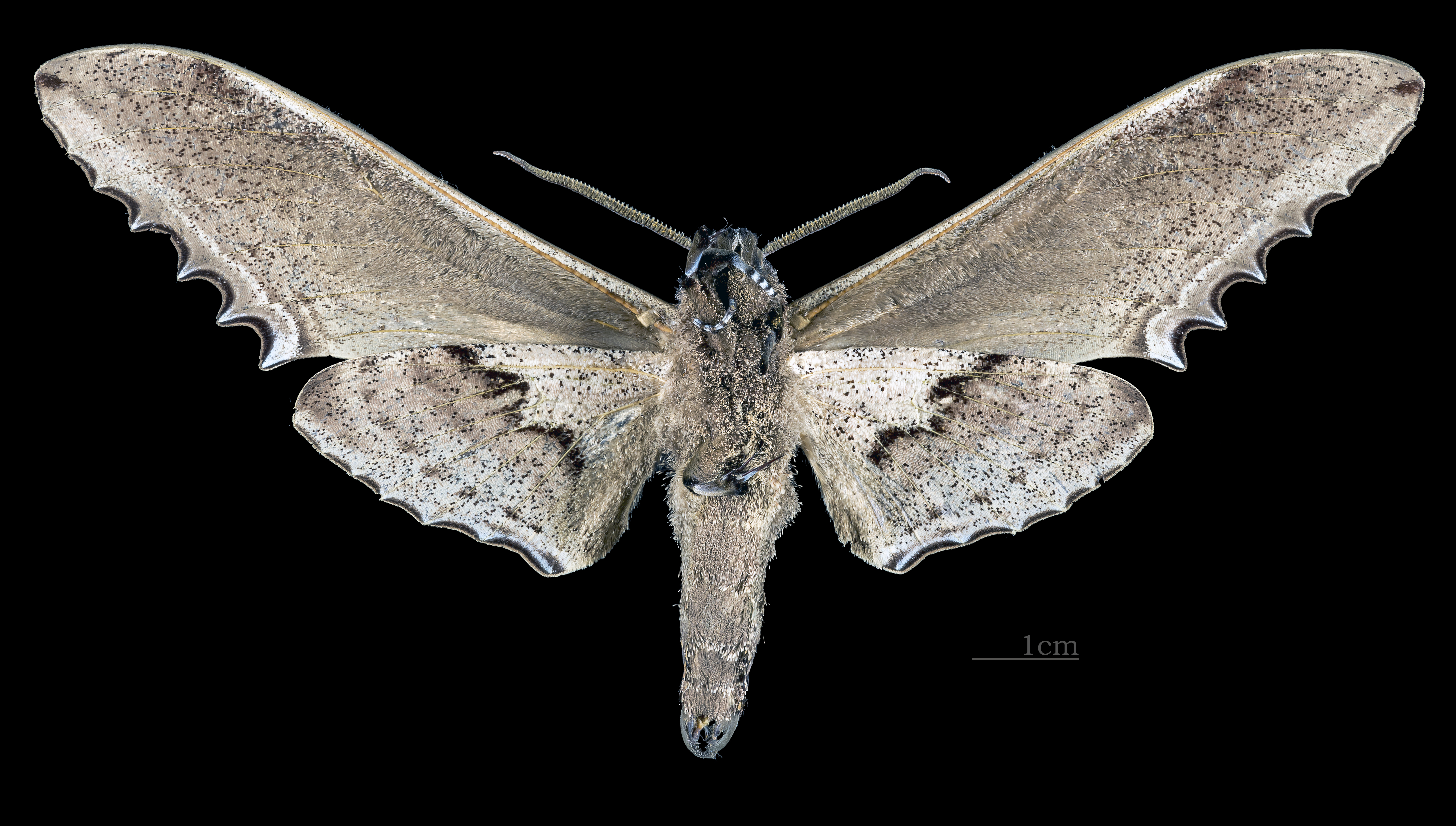
Langia zenzeroides zenzeroides ♂ △
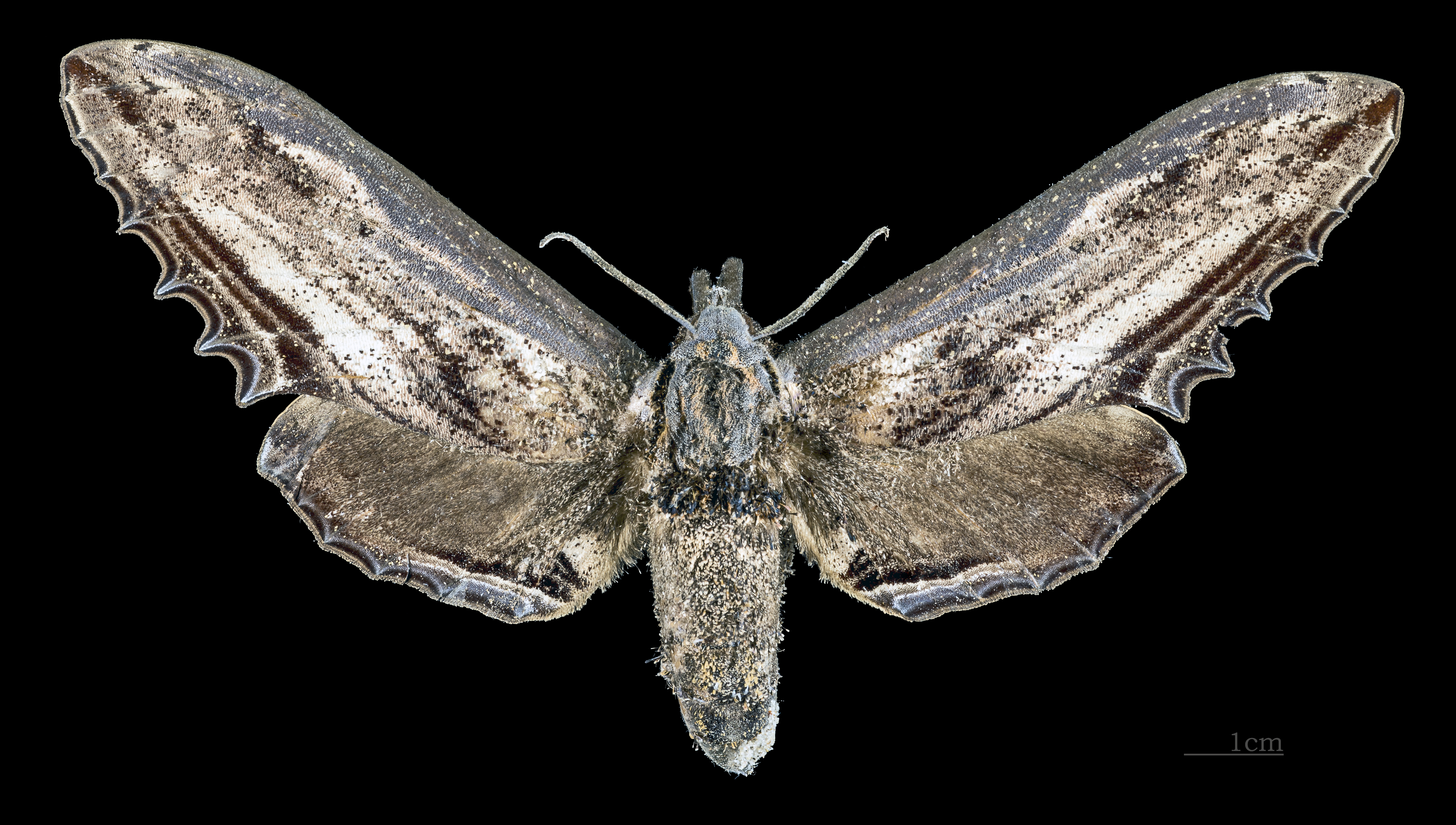
Langia zenzeroides zenzeroides  ♀
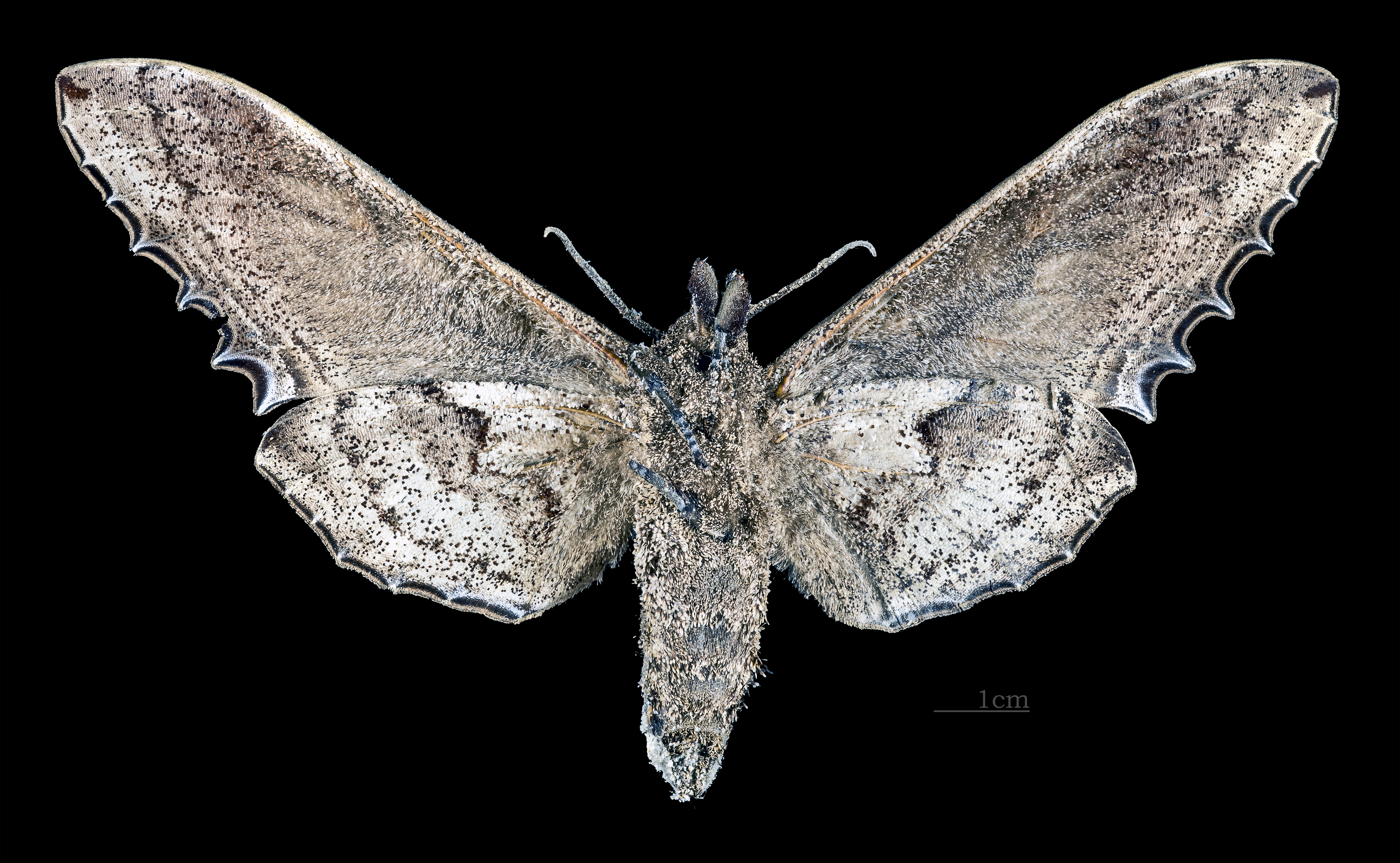
Langia zenzeroides zenzeroides  ♀ △

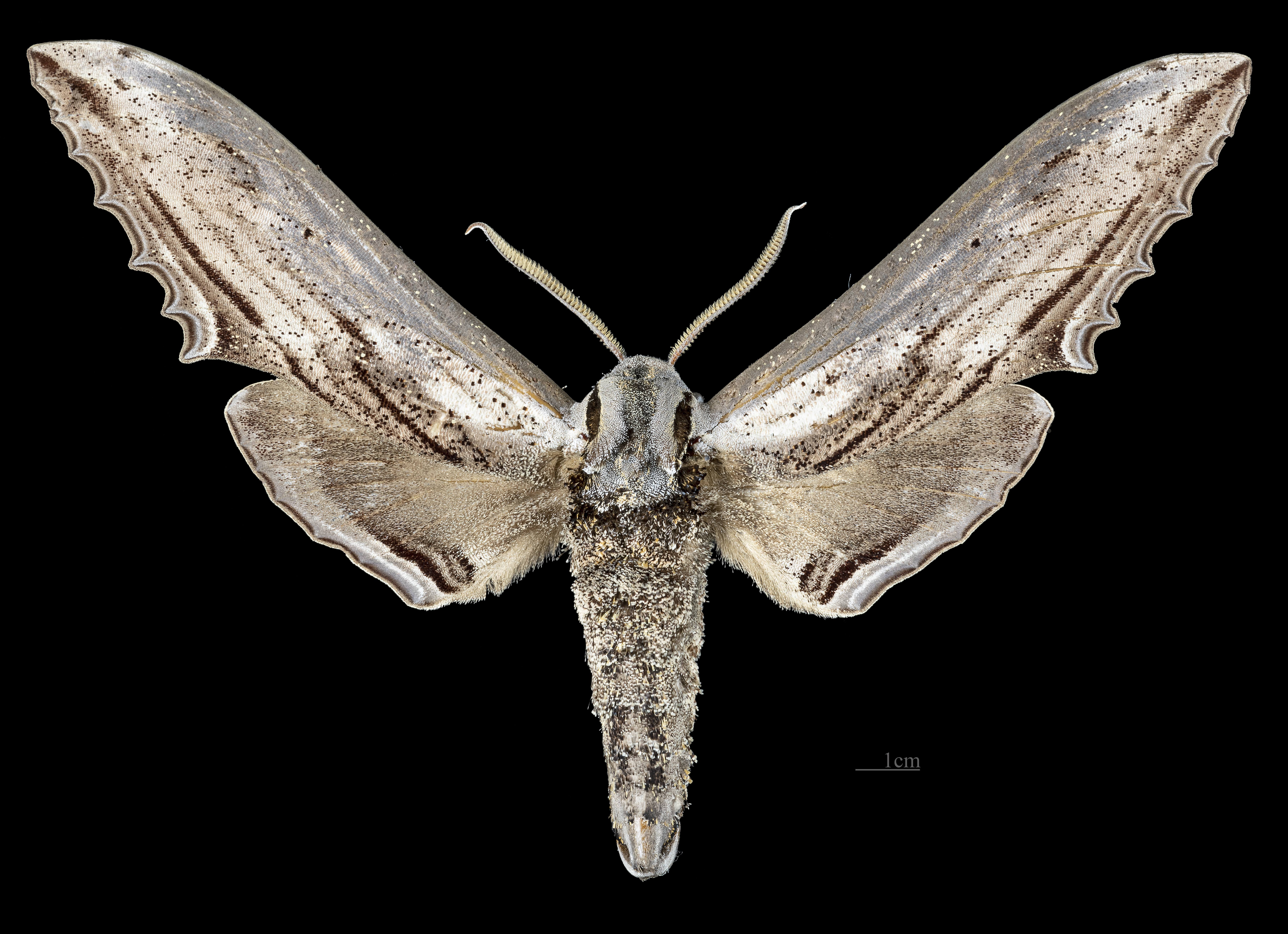
Langia zenzeroides formosana ♂
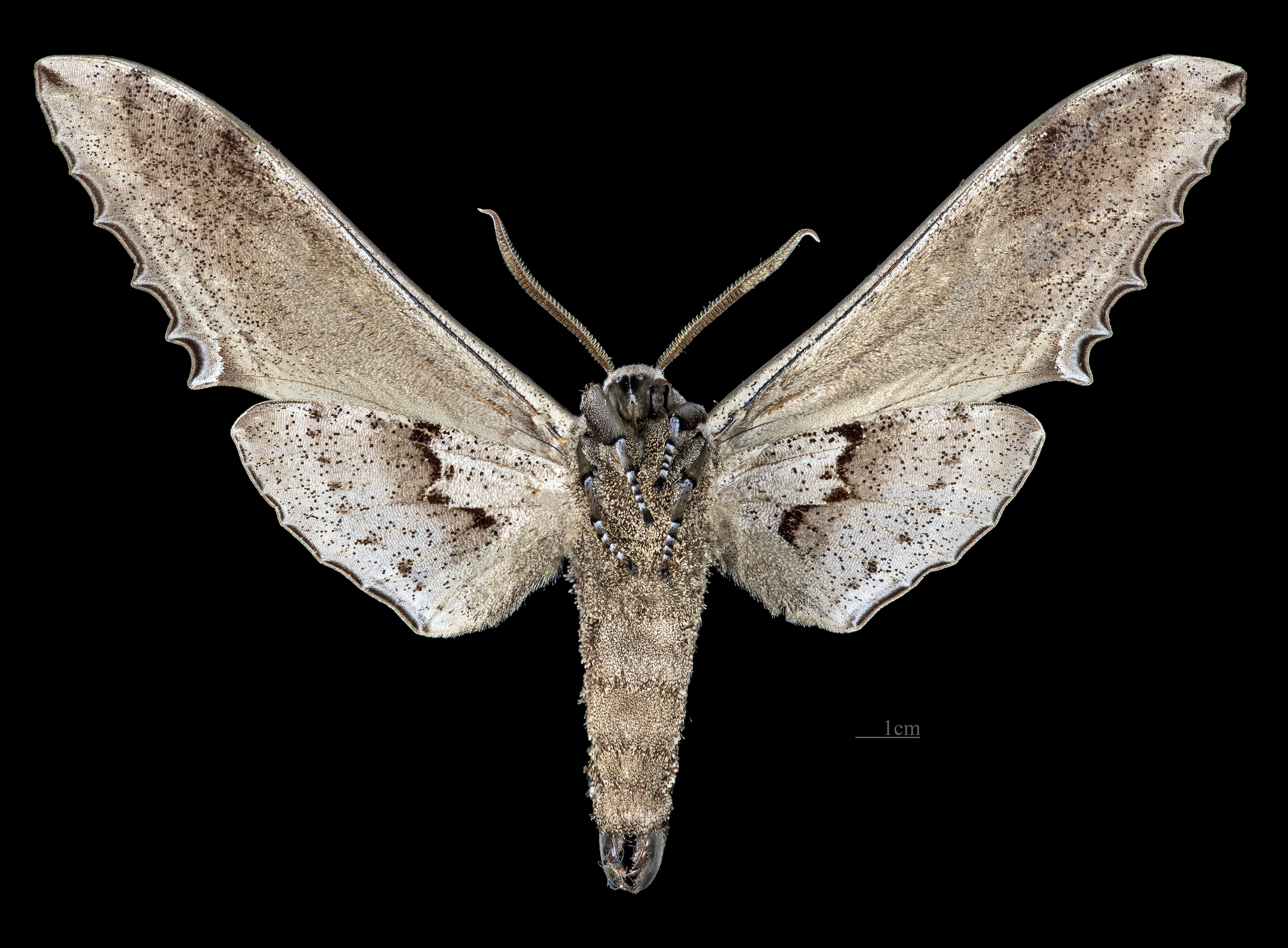
Langia zenzeroides formosana ♂  △
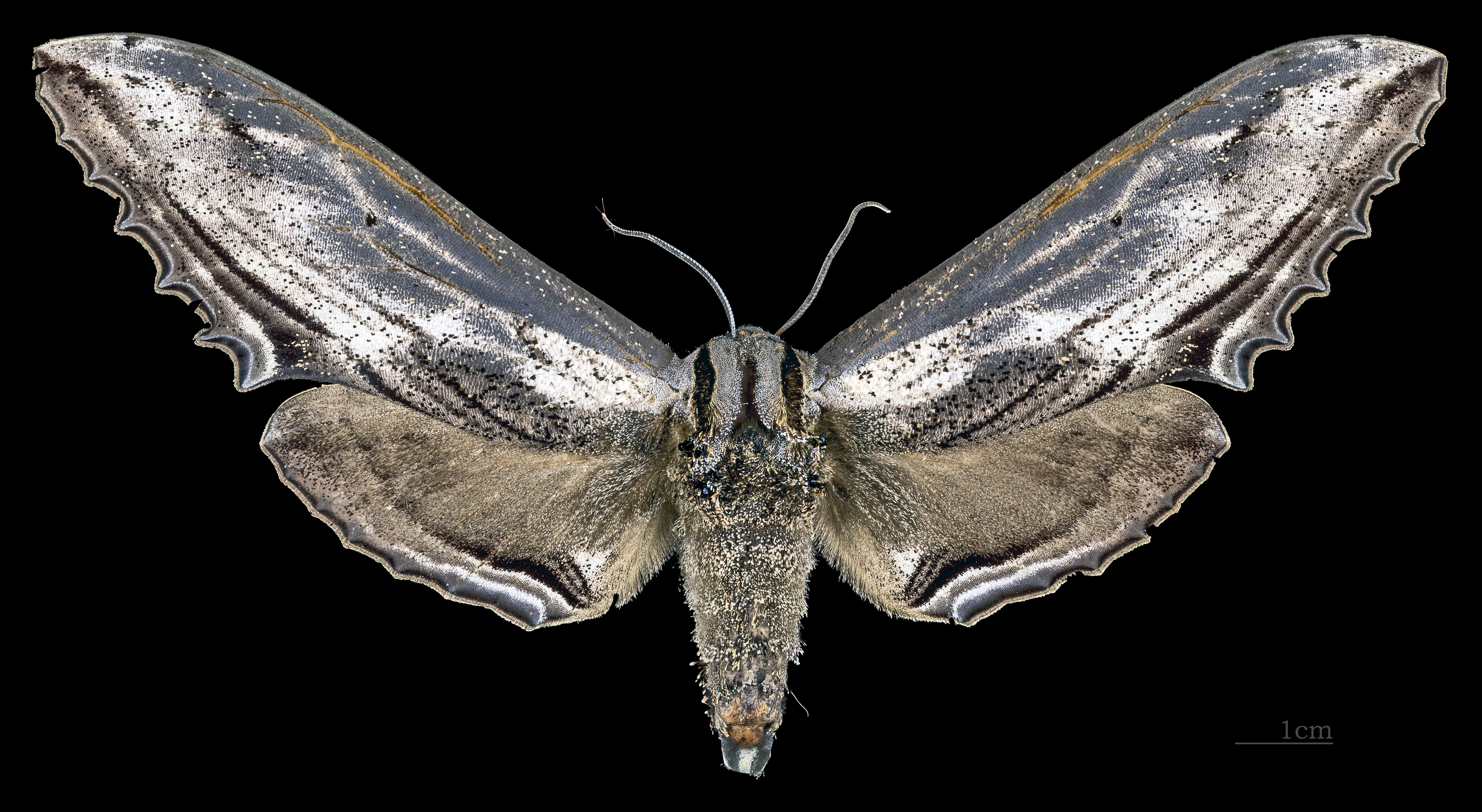
Langia zenzeroides formosana    ♀
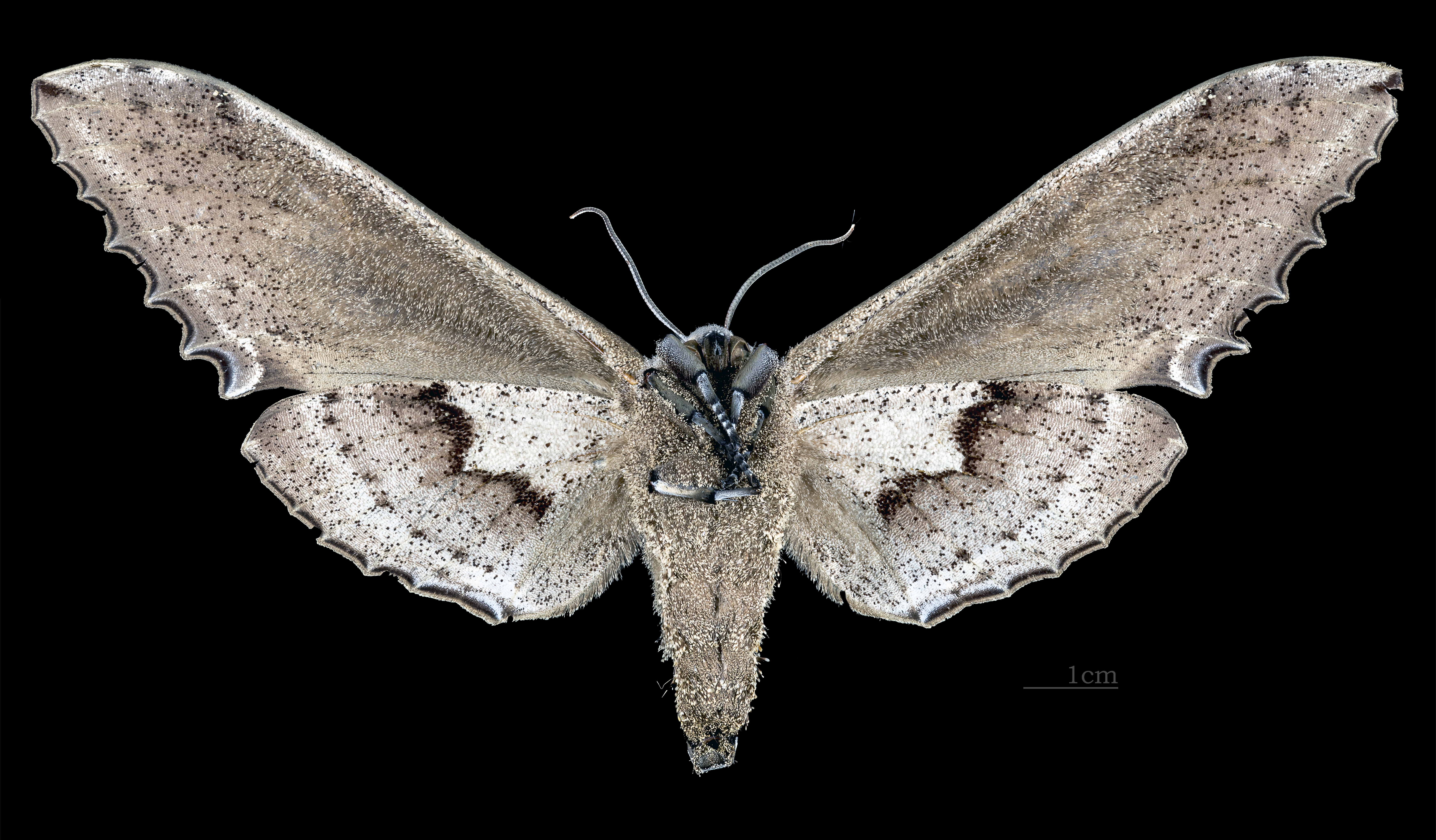
Langia zenzeroides formosana ♀ △

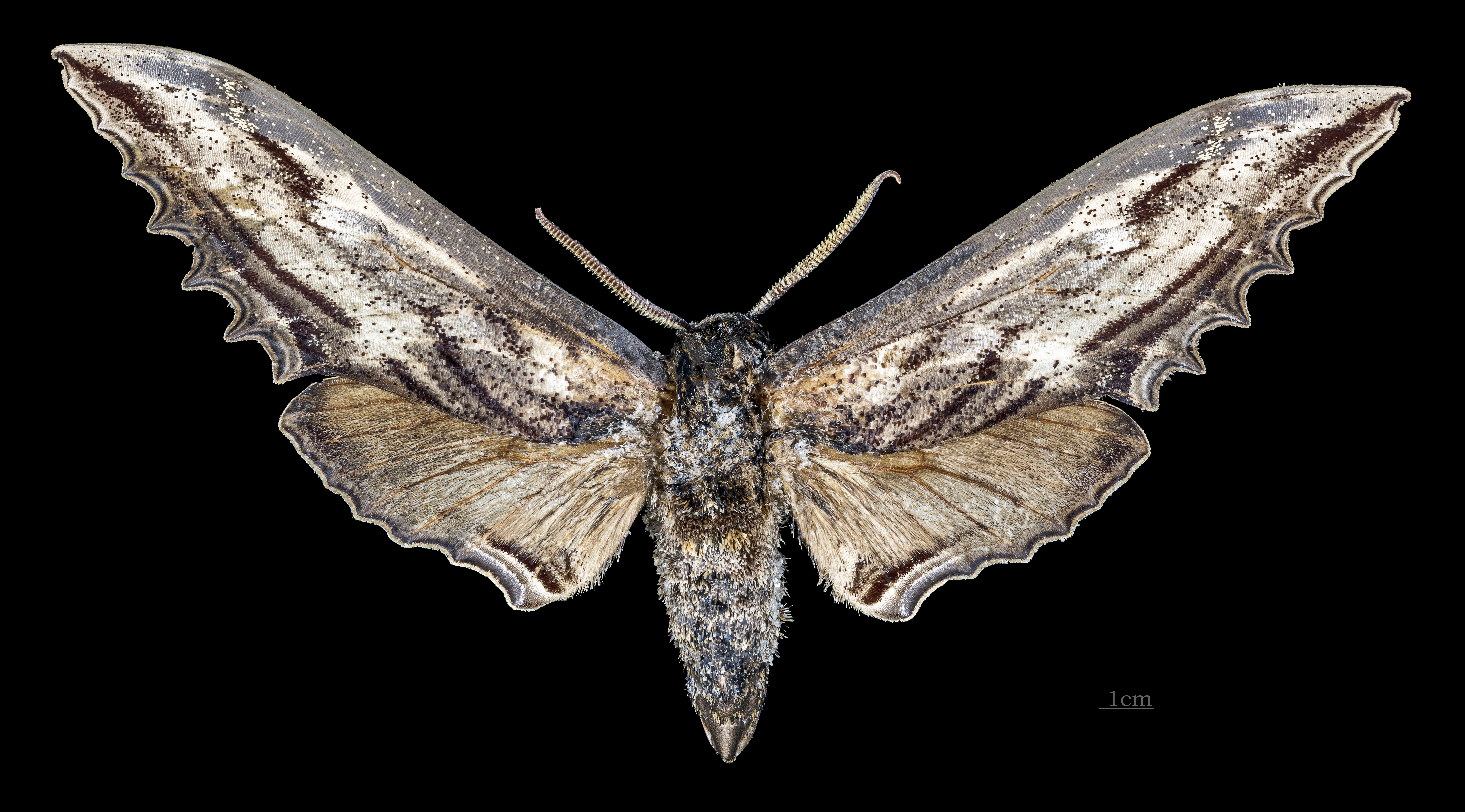
Langia zenzeroides nawai ♂
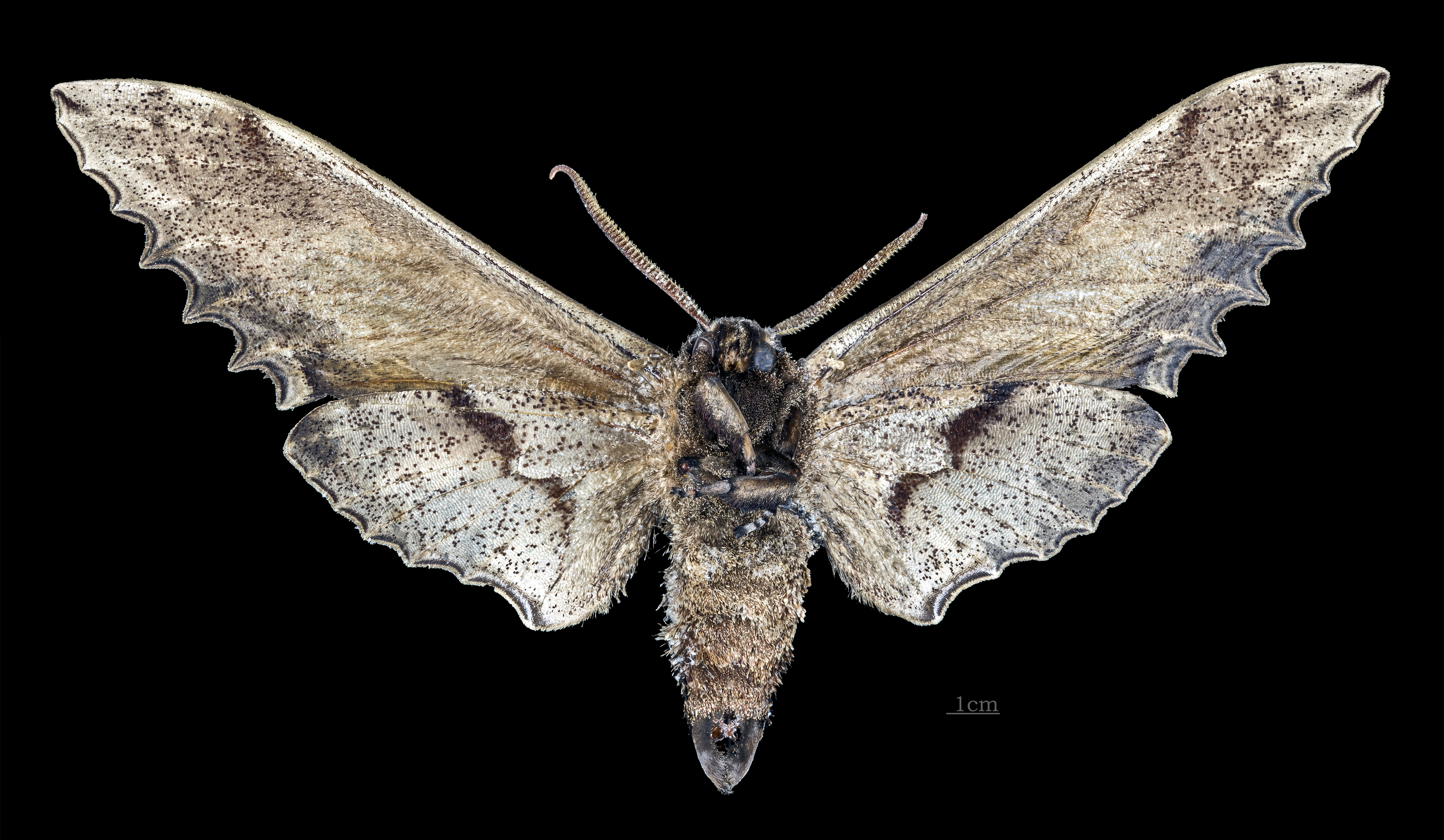
Langia zenzeroides nawai ♂   △
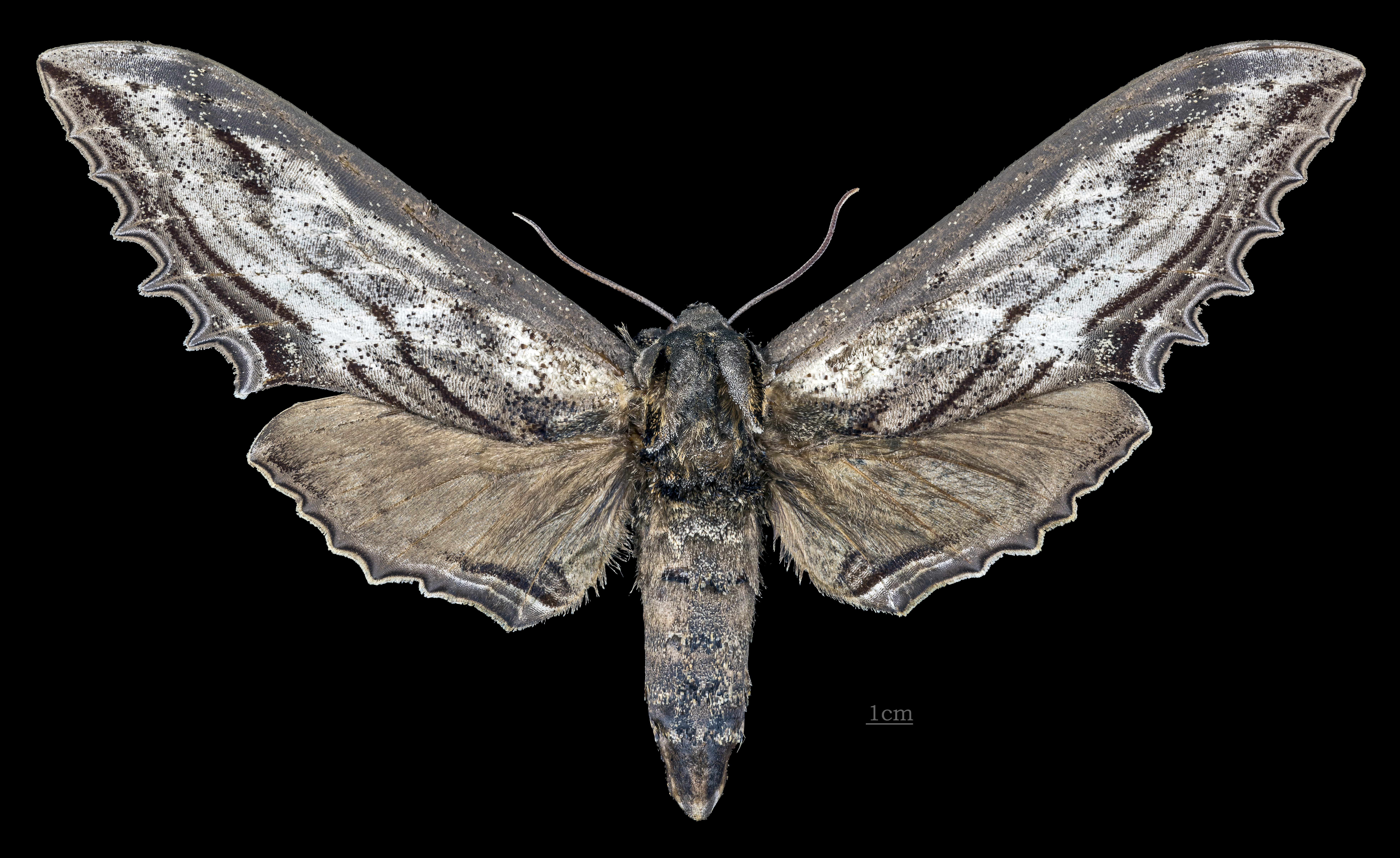
Langia zenzeroides nawai ♀
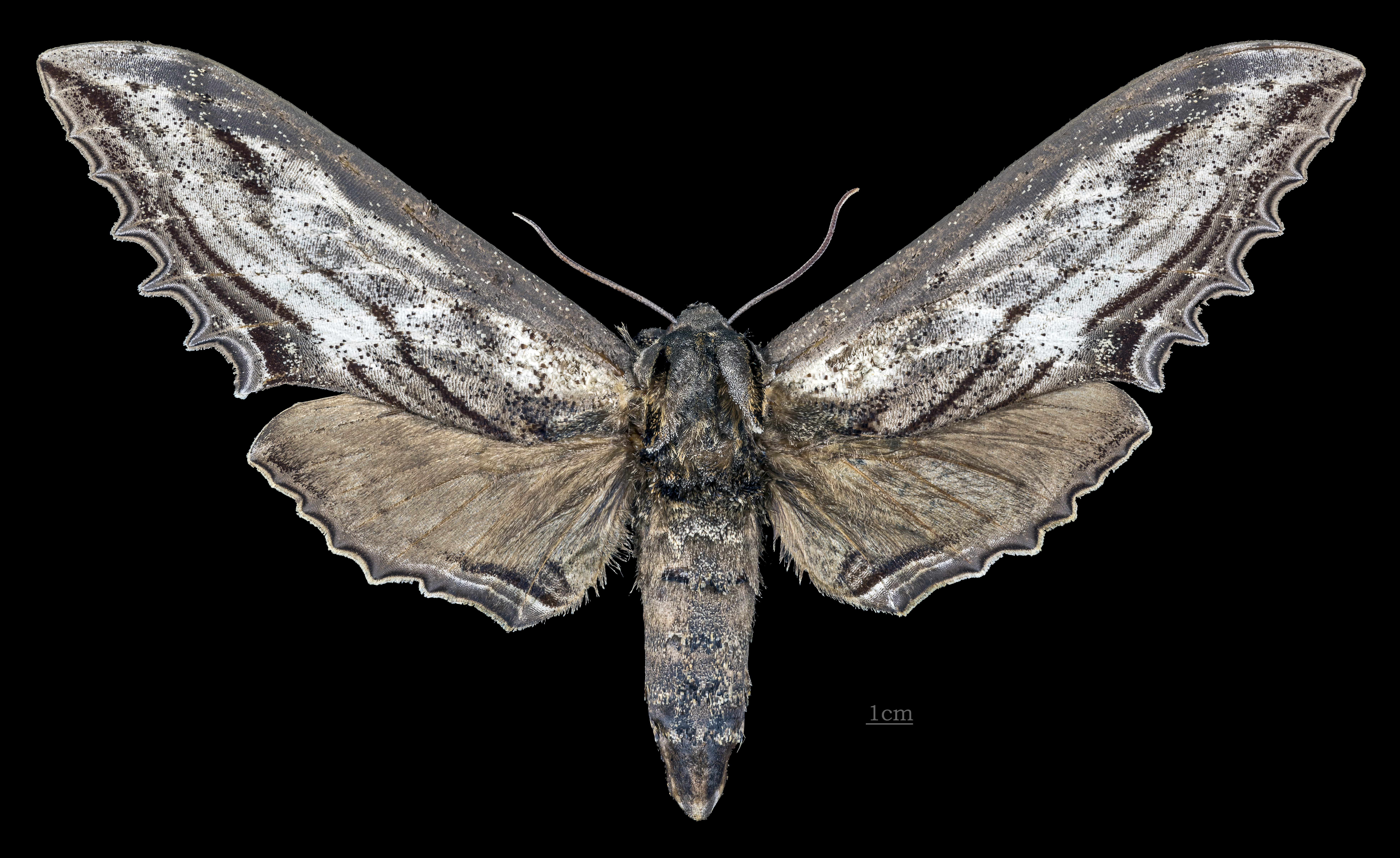
Langia zenzeroides nawai ♀  △